# Willi Baumeister
Willi Baumeister (Stuttgart, 22 de janeiro de 1889 - Stuttgart, 3 de agosto de 1955) foi um pintor informalista, cenógrafo, fotógrafo e tipógrafo alemão.

## Trabalho
Baumeister participou de sua primeira exposição em 1910, mostrando obras figurativas inspiradas no impressionismo. Seu principal interesse ainda nessa época já era o cubismo e Paul Cézanne, cuja obra permaneceu importante para ele ao longo de sua vida. Essas influências do impressionismo e do cubismo que moldaram as primeiras pinturas de Baumeister desempenharam um papel essencial em sua obra até o final da década de 1920. Por um lado, a sua pintura representativa foi-se reduzindo (abstrata e geométrica) à medida que ganhava forma e perdia profundidade. Paralelamente às pinturas de seu amigo Oskar Schlemmer, surgiu a exploração independente de forma e cor de Baumeister. Já por volta de 1919, seu professor Adolf Hölzelescreveu a ele: "De todos nós, você será o que mais alcançará". Também digno de nota é que o caminho idiossincrático alemão para o modernismo, o expressionismo, quase não ressoa na obra de Baumeister, embora ele tenha conhecido, por exemplo, Franz Marc anteriormente e certamente conhecesse as obras dos artistas de Brücke (Bridge). e os do Blaue Reiter (Blue Rider).
Após seu retorno da Primeira Guerra Mundial, Baumeister desenvolveu rigorosamente seu trabalho. Embora ainda se encontrem elementos figurativos nas suas pinturas, as formas tornaram-se cada vez mais geométricas e ganharam uma dinâmica própria, e Baumeister quebrou a tradicional ligação entre forma e cor. Vários grupos de trabalho surgiram nessa época, entre eles os quadros de parede em relevo e as pinturas com temática esportiva (como símbolo da modernidade). Em sua pintura, tornou-se visível o apego às formas e materiais da pintura, bem como a relação entre realidade e representação. Paralelamente a esse desenvolvimento, a pintura não representacional começou a ganhar espaço em obras centradas em formas geométricas e suas relações umas com as outras na imagem (por exemplo, Relação Planarde 1920). O vivo intercâmbio de Baumeister com outros artistas alemães e estrangeiros também deve ser visto como de vital importância no consequente desenvolvimento de seu trabalho. De fato, como foi para muitos de seus colegas artistas, colocar tais questões fazia parte da agenda da era moderna (por exemplo, El Lissitzky, Kazimir Malevich, Wassily Kandinsky, Fernand Léger, Amédée Ozenfant, Le Corbusier, Paul Klee).
No final da década de 1920, as formas nas pinturas de Baumeister tornaram-se mais suaves. Suas pinturas deixaram de ser orientadas pelas formas elementares do círculo, triângulo e quadrado para formas orgânicas. Embora esse desenvolvimento também pudesse ser observado concomitantemente na obra de outros artistas de sua época, no caso de Baumeister, ele estava ligado ao seu fascínio pelas pinturas pré-históricas e arcaicas. Baumeister explorou intensamente os artefatos das primeiras pinturas e integrou essa experiência pictórica em sua própria pintura. Ele identificou os símbolos, signos e figuras da pintura rupestre como componentes de uma linguagem pictórica arcaica válida que utilizou em suas obras. Estes incluíram o seu número crescente de pinturas em "óleo sobre areia sobre tela" que, em seus materiais, também se aproximavam da pintura rupestre que Baumeister tanto admirava (ind. ca. 1933). Ele mesmo coletou exemplos de achados pré-históricos, pequenas esculturas e ferramentas, e se ocupou com desenhos de penhascos que foram descobertos na Rodésia. Essa experiência foi sem dúvida importante para a disposição artística de Baumeister, pois ele, evidentemente inspirado por esse rico acervo de obras pré-históricas, acabou utilizando formas orgânicas extraordinariamente reduzidas para seus "ideogramas" (início de ca. 1937). Nessas obras, ele usou um mundo único de signos, que ele via como símbolos para as leis da natureza, sua evolução e a existência humana. evidentemente inspirado por esse rico estoque de obras pré-históricas, acabou usando formas orgânicas extraordinariamente reduzidas para seus "ideogramas" (início de ca. 1937). Nessas obras, ele usou um mundo único de signos, que ele via como símbolos para as leis da natureza, sua evolução e a existência humana. evidentemente inspirado por esse rico estoque de obras pré-históricas, acabou usando formas orgânicas extraordinariamente reduzidas para seus "ideogramas" (início de ca. 1937). Nessas obras, ele usou um mundo único de signos, que ele via como símbolos para as leis da natureza, sua evolução e a existência humana.
O desenvolvimento artístico de Baumeister não foi interrompido quando ele perdeu sua cátedra no Städel em Frankfurt em 1933. Ele continuou a pintar apesar da perseguição política e das dificuldades econômicas. Sua obra e seu desenvolvimento são correspondentemente diversos, mesmo para o período posterior a 1941, quando ele foi proibido de expor. Ele foi contratado pela fábrica de verniz Dr. Kurt Herberts & Co. em Wuppertal para pesquisar técnicas de pintura antigas e modernas. Isso o protegeu politicamente e também lhe deu a oportunidade de explorar os fundamentos da pintura. Desta forma, ele aprofundou seus conhecimentos sobre técnicas de pintura rupestre pré-histórica. Ao mesmo tempo, ele olhou para Goetheteoria da morfologia vegetal. Deste estudo emergiram estas "imagens eidos" (eidos: ideia): pinturas que, ao contrário dos ideogramas de Baumeister, são ricas em sua variedade e coloração. Além disso, essas formas são orgânicas, mas parecem mais do que símbolos ou signos, são imagens de formas de vida simples de plantas e animais. As imagens trazem títulos como Rock Garden, Eidos ou Primordial Vegetable.
Incansável pesquisador e colecionador, Baumeister também possuía exemplares da escultura africana, nos quais ele, como no caso dos artefatos pré-históricos, via imagens universais da vida, do desenvolvimento e da existência humana. Correspondentemente, sua linguagem formal entrou no trabalho de Baumeister no início da década de 1940 - altamente abstrata, inicialmente cromaticamente contida (African Tale, 1942) e, com o tempo, tornou-se cada vez mais colorida e em parte muito complexa em seu design formal ( Owambo 1944-1948). Tanto os títulos quanto a linguagem formal revelam a preocupação de Baumeister com outras culturas antigas (latino-americanas) ( Peruvian Wall, 1946, e Aztec Couple, 1948).
Outro exemplo de sua busca pelos “fundamentos da arte” é a transposição de Baumeister da Epopéia de Gilgamesh, uma das mais antigas obras literárias sobreviventes. Portanto, Baumeister usou sua linguagem pictórica e gestual pessoal em sua ilustração da narrativa (início de 1943), que resultou em um ciclo surpreendentemente unificado, que com sua linguagem pictórica chegou muito perto de retratar os efeitos literários e linguísticos (impressão) do épico. Ele também produziu ilustrações para textos da Bíblia - Saulo, Ester, Salomé - bem como para A Tempestade de William Shakespeare.
Desta forma, Baumeister desenvolveu com determinação e sucesso uma linguagem visual muito pessoal e impressionante que foi e ainda é única na arte alemã imediatamente após 1945. O reconhecimento nacional e internacional que Willi Baumeister recebeu no período pós-guerra foi correspondentemente alto. Mas seu desenvolvimento artístico não parou por aí. Por um lado, ele desenvolveu sua pintura de maneira virtuosística e, além disso, combinou a variedade de suas fases de formação em muitas outras pinturas - em parte em "estruturas de macacões" que, no entanto, ainda possuíam um fundamento que lembrava a paisagem imagens ( Blue Movement, 1950). Por outro lado, Baumeister também produziu abstrações densamente compactadas que, partindo de uma forma central, o caracterizaram como um notável "não representacionalista". Estas pinturas tornaram-se possivelmente as mais famosas de suas obras, e foram imediatamente associadas por um amplo público a Baumeister (por exemplo, ARU 2, 1955). Mesmo assim, Baumeister não se limitou a essa tardia "marca registrada". Imagens multiformes e multicoloridas surgiram também no ano de sua morte.

## Exposições (selecionadas)
- 1910 Württembergischer Kunstverein (como convidado de uma exposição de pintores franceses), Stuttgart, Alemanha
- 1927 Galerie d'Art Contemporain, Paris, França
- 1930 Bienal de Veneza, Itália
- 1931 Kunstverein Frankfurt am Main, Alemanha
- 1935 Galeria Milione, Milão, Itália
- 1939 Galerie Jeanne Bucher, Paris, França
- 1949 Galerie Jeanne Bucher, Paris, França
- 1950 Zen 49, Ponto Central de Coleta, Munique, Alemanha
- 1951 Deutscher Künstlerbund, Hochschule für Bildende Künste, Berlim, Alemanha
- 1953 Museu Guggenheim, Nova York, EUA
- 1954 Württembergischer Kunstverein, Stuttgart, Alemanha
- 1955 Documenta 1, Kassel, Alemanha
- 1955 Cercle Volnay, Paris, França
- 1959 Documenta II, Kassel, Alemanha
- 1964 Documenta III, Kassel, Alemanha
- 1965 Wallraf-Richartz-Museum, Colônia, Alemanha
- 1975 Willi Baumeister: Lithographien und Radierungen, gedruckt von Erich Mönch, State Academy of Fine Arts Stuttgart
- 1979 Willi Baumeister: 1945–1955, Württembergischer Kunstverein, Stuttgart
- 1979 Homenagem a Baumeister, Academia Estadual de Belas Artes de Stuttgart
- 1989 Nationalgalerie Berlin, Alemanha
- 1989 Willi Baumeister: Typographie und Reklamegestaltung, State Academy of Fine Arts Stuttgart (e em 1990 Deutscher Werkbund, Frankfurt am Main)
- 1999 Willi Baumeister et la France, Musée d'Unterlinden, Colmar, França
- 2000 Musée d'Art Moderne, Saint Etienne, França
- 2003 Museu Thyssen Bornemisza, Madri, Espanha
- 2004 Städtische Galerie im Lenbachhaus, Munique, Alemanha
- 2004 Willi Baumeister – Karl Hofer: Begegnung der Bilder, Museum der bildenden Künste, Leipzig, Alemanha
- 2005 Bucerius Kunst Forum, Hamburgo, Alemanha
- 2005 Die Frankfurter Jahre 1928–1933, Museu Giersch, Frankfurt am Main, Alemanha
- 2005 Westfälisches Landesmuseum für Kunst- und Kulturgeschichte, Münster, Alemanha
- 2006 Von der Heydt-Museum, Wuppertal, Alemanha
- 2007 Kunstmuseum Stuttgart, Alemanha